# Henschel Hs 130
L'Henschel Hs 130 era un ricognitore d'alta quota bimotore ad ala bassa sviluppato dalla tedesca Henschel Flugzeugwerke, divisione aeronautica della Henschel & Sohn, nel 1937 e rimasto allo stadio di prototipo.

## Utilizzatori
Germania
- Luftwaffe